# Montepulciano
Montepulciano ist eine Kleinstadt mit 13.173 Einwohnern (Stand 31. Dezember 2023) in der italienischen Region Toskana und gehört zur Provinz Siena.

## Geografie
Montepulciano liegt ca. 45 km südöstlich der Provinzhauptstadt Siena und ca. 86 km südöstlich der Regionalhauptstadt Florenz zwischen dem Val di Chiana und dem Val d’Orcia. Lage und Bau der Stadt sind pittoresk. Die Stadt liegt auf der Kuppe eines rund 600 m hohen Hügels und ist von einer mittelalterlichen Stadtmauer umgeben. 
Zu den Ortsteilen gehören Abbadia, Acquaviva, Gracciano, Montepulciano Stazione, Sant’Albino und Valiano. 
Die Nachbargemeinden sind Castiglione del Lago (PG), Chianciano Terme, Chiusi, Cortona (AR), Pienza und Torrita di Siena.

## Geschichte

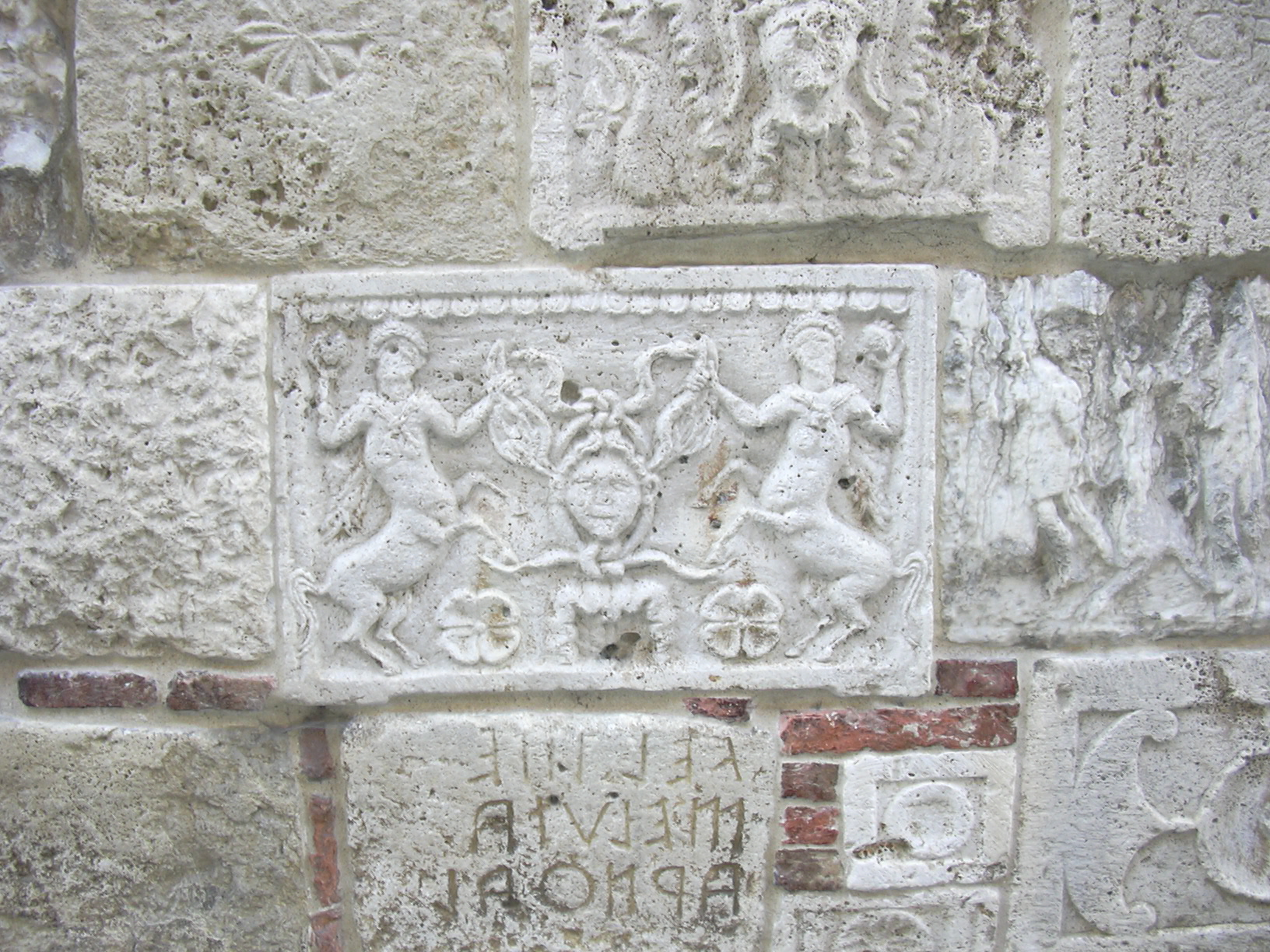
Etruskisches Fragment (unten) am Palazzo Bucelli in Montepulciano

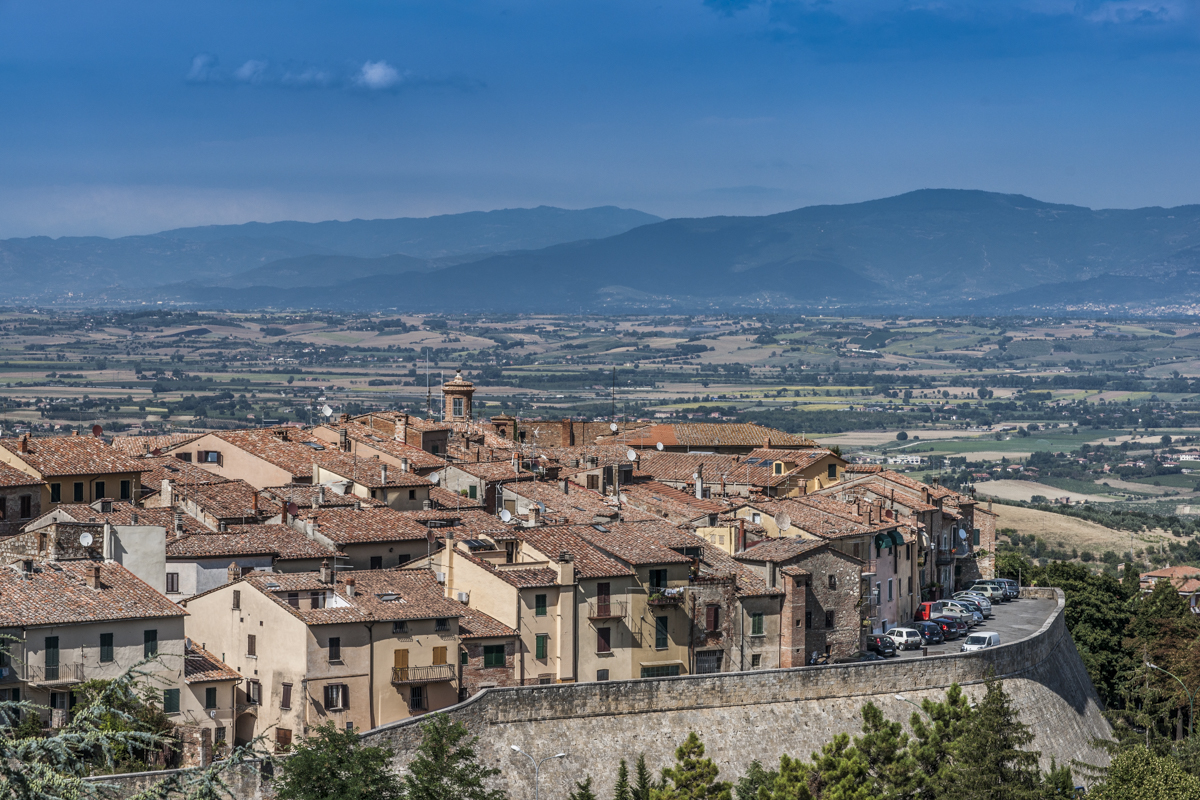
Montepulciano

Die Geschichte Montepulcianos lässt sich bis ins Jahr 715 v. Chr. zurückverfolgen, also bis mitten in die Etruskerzeit. Der Ort unterlag bis 1202 dem Schutz Sienas, erklärte sich dann für Florenz und wechselte anschließend noch mehrfach die Herrschaft, bis er Anfang des 16. Jahrhunderts endgültig florentinisch wurde. 1561 wurde die Stadt Bischofssitz.
Montepulciano ist der Geburtsort des Humanisten und Poeten Angelo Ambrogini (1454–1494), der als Poliziano bekannt wurde und als Hauslehrer und Freund von Lorenzo il Magnifico den Zeitgeist der Renaissance mitprägte. Ein weiterer Sohn der Stadt ist Kardinal Bellarmino (1542–1621).
Im Zweiten Weltkrieg hatte die deutsche Wehrmacht als Vergeltung von Partisanenangriffen bereits die Zerstörung der historischen Altstadt angeordnet. Dies konnte vom Grafen Origo und seiner Frau, der Schriftstellerin Iris Origo („Toskanisches Tagebuch“), in letzter Minute verhindert werden. Gesprengt wurde lediglich das Osttor „Porta al Prato“.
Am 7. Juni 2016 vereinbarten Vertreter des Partito Democratico aus Montepulciano und Torrita di Siena, die in ihren Gemeinden eine klare Mehrheit haben, eine Fusion beider Gemeinden in die Wege zu leiten. Dies wurde im November 2018 in einem Referendum abgelehnt.

## Sehenswürdigkeiten

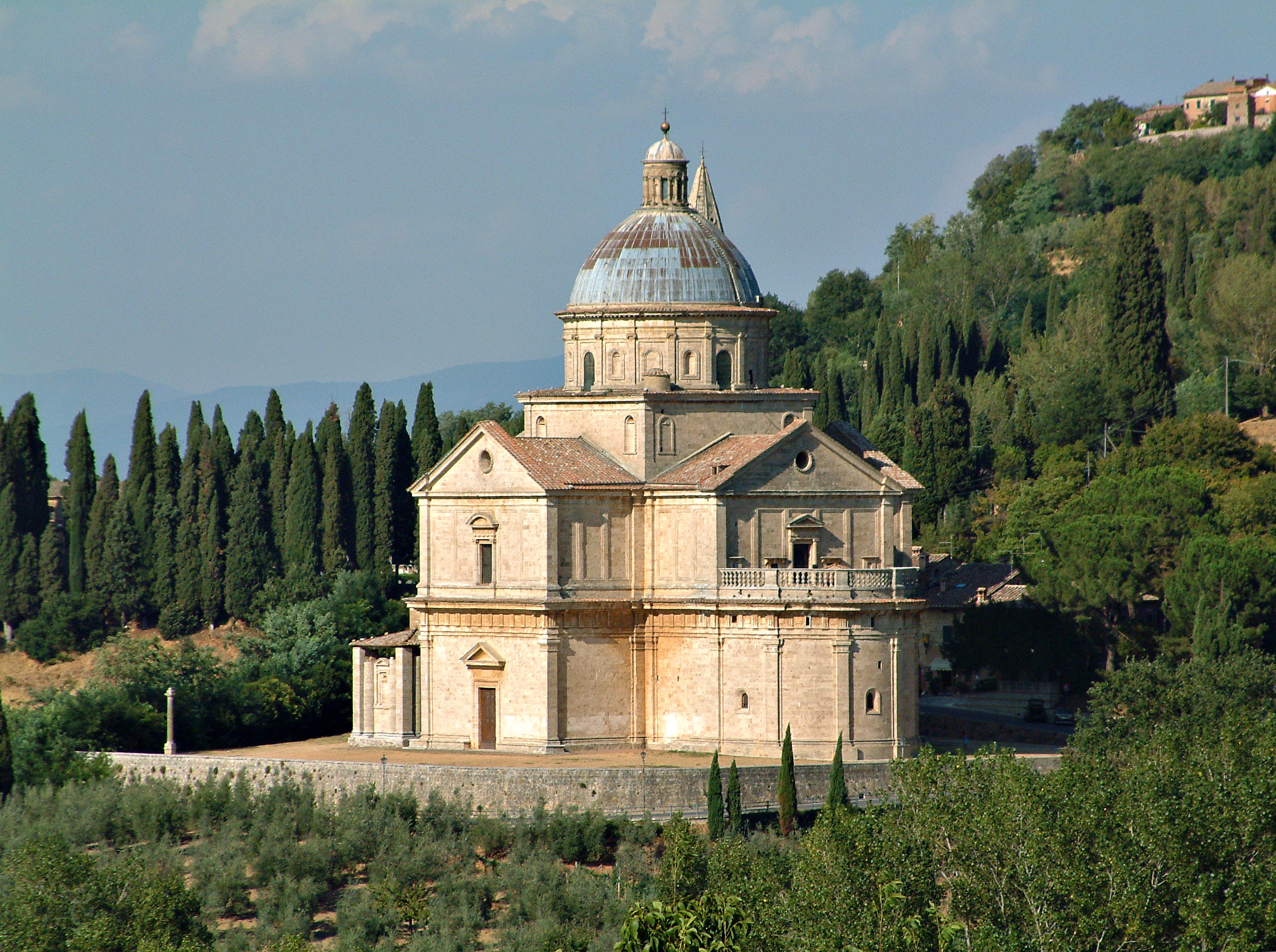
Madonna di San Biagio

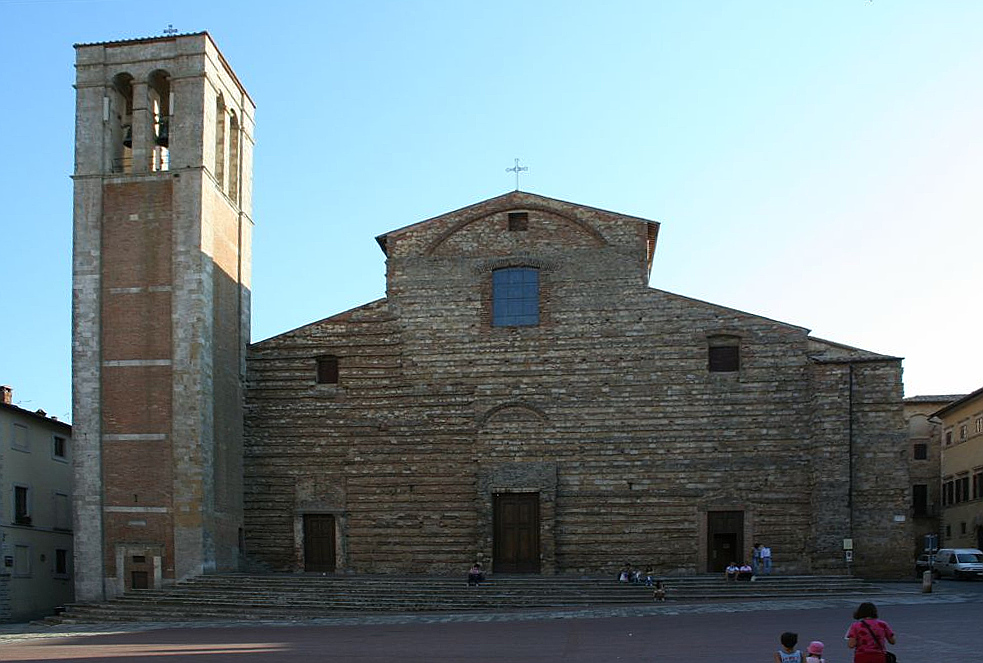
Dom in Montepulciano

Die meisten der Gebäude der Altstadt stammen aus der Zeit der Renaissance. Älter sind die Burg, der Palazzo Pubblico aus dem 14. Jahrhundert und das Portal der Kirche Santa Maria (13. Jahrhundert). Es gibt eine Reihe von schönen Privathäusern, von denen einige von Antonio da Sangallo dem Älteren (1455–1534) und Baldassare Peruzzi (1481–1536), andere von Vignola (1507–1573) erbaut wurden. 
Die Kirche Madonna di San Biagio – wahrscheinlich das Meisterwerk Sangallos – wurde 1518 bis 1537 gebaut.
Die Kathedrale von Bartolomeo Ammanati (1570), verändert von Ippolito Scalza, und vollendet 1680 (mit Ausnahme der Fassade, die immer noch unvollendet ist) beherbergt einen großen Altar von Taddeo di Bartolo von Siena, und die Fragmente eines imposanten Monuments, das 1427–1436 von dem Florentiner Architekten Michelozzo zu Ehren von Bartolomeo Aragazzi, dem Sekretär Papst Martins V., errichtet wurde, und das im 18. Jahrhundert abgerissen wurde. Die Fassade der Kirche Sant’Agostino ist wahrscheinlich ebenso Michelozzos Werk. 
Sehenswert ist auch das aufwendig restaurierte Museo comunale mit der Gemäldesammlung Crociani. Unten im Val di Chiana befindet sich am Lago di Montepulciano ein Naturkundemuseum, das an die Jahrhunderte erinnert, in denen das Tal ein riesiger See und Sumpf war.

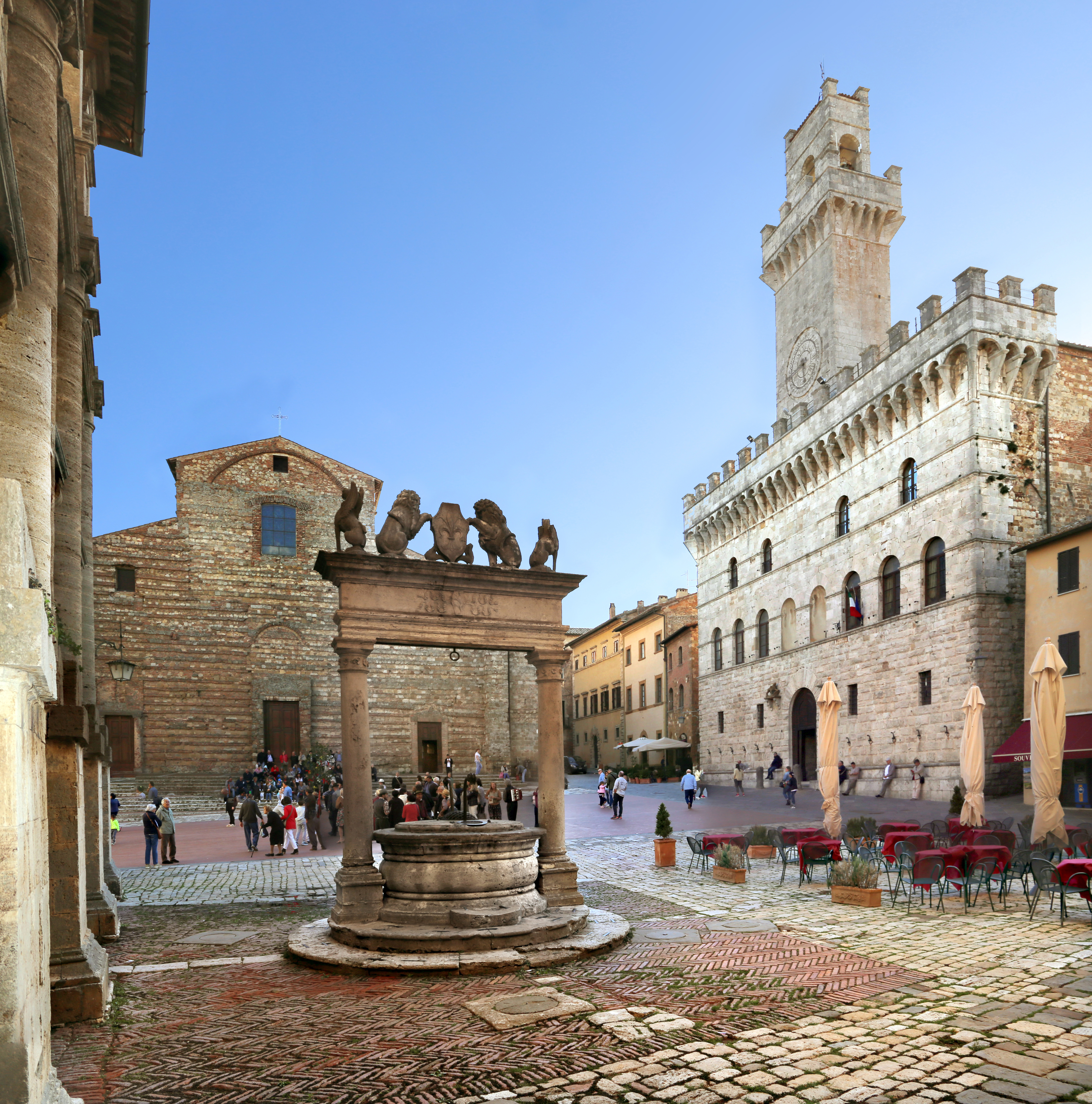
Piazza Grande mit Dom und Palazzo Comunale
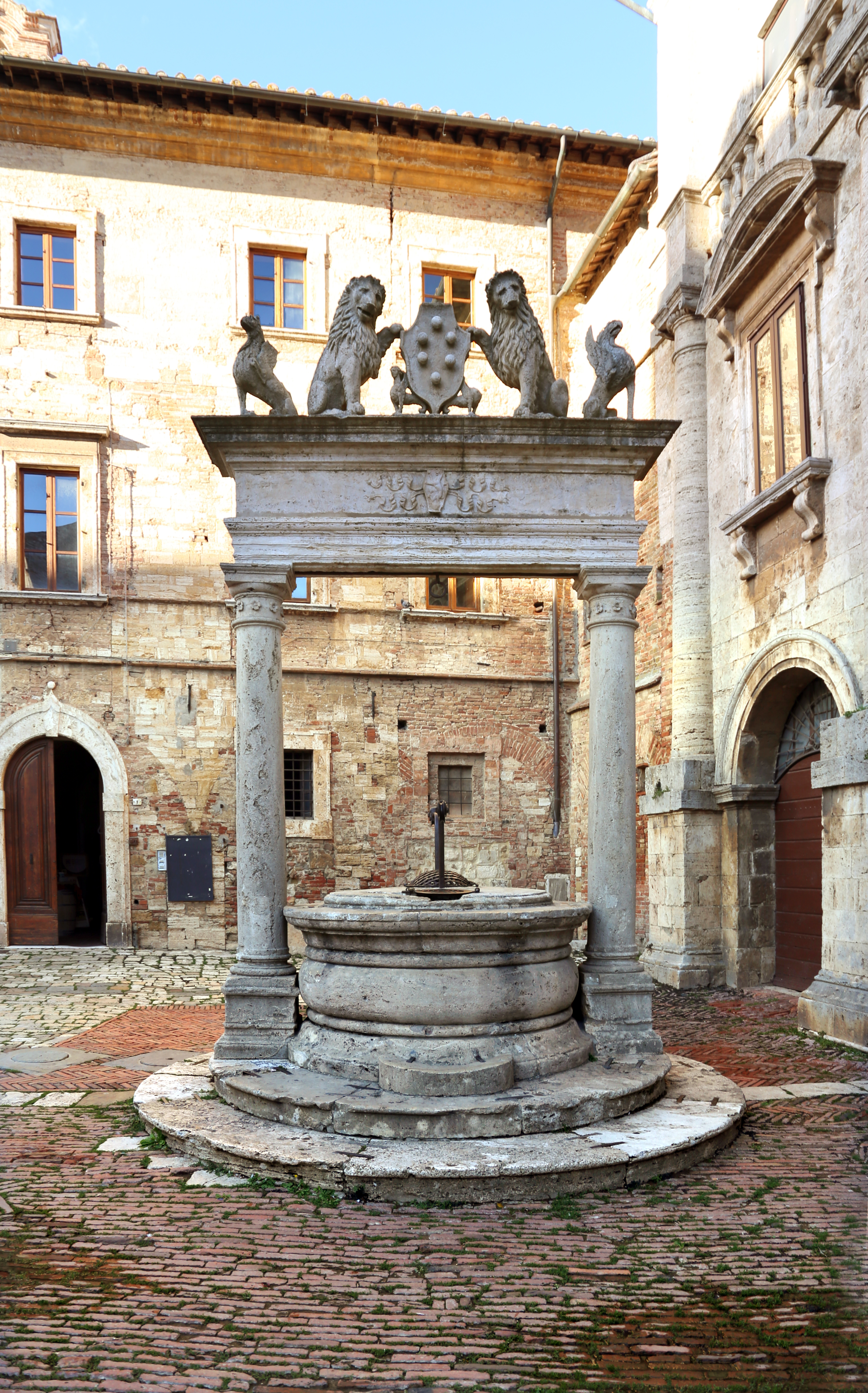
Pozzo dei Grifi e dei Leoni (Greif- und Löwen-Brunnen)
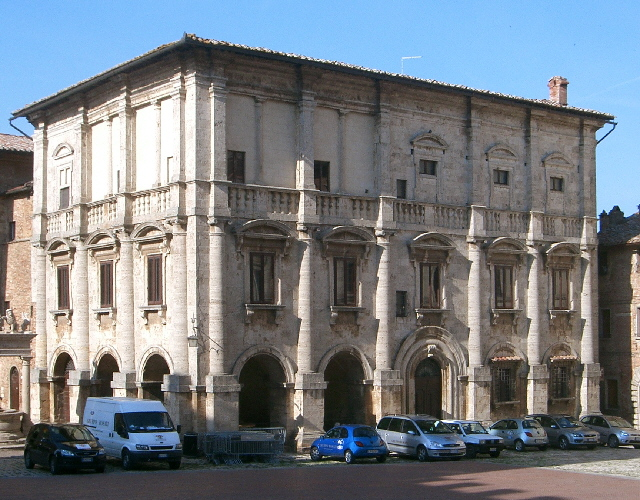
Palazzo Tarugi von Sangallo
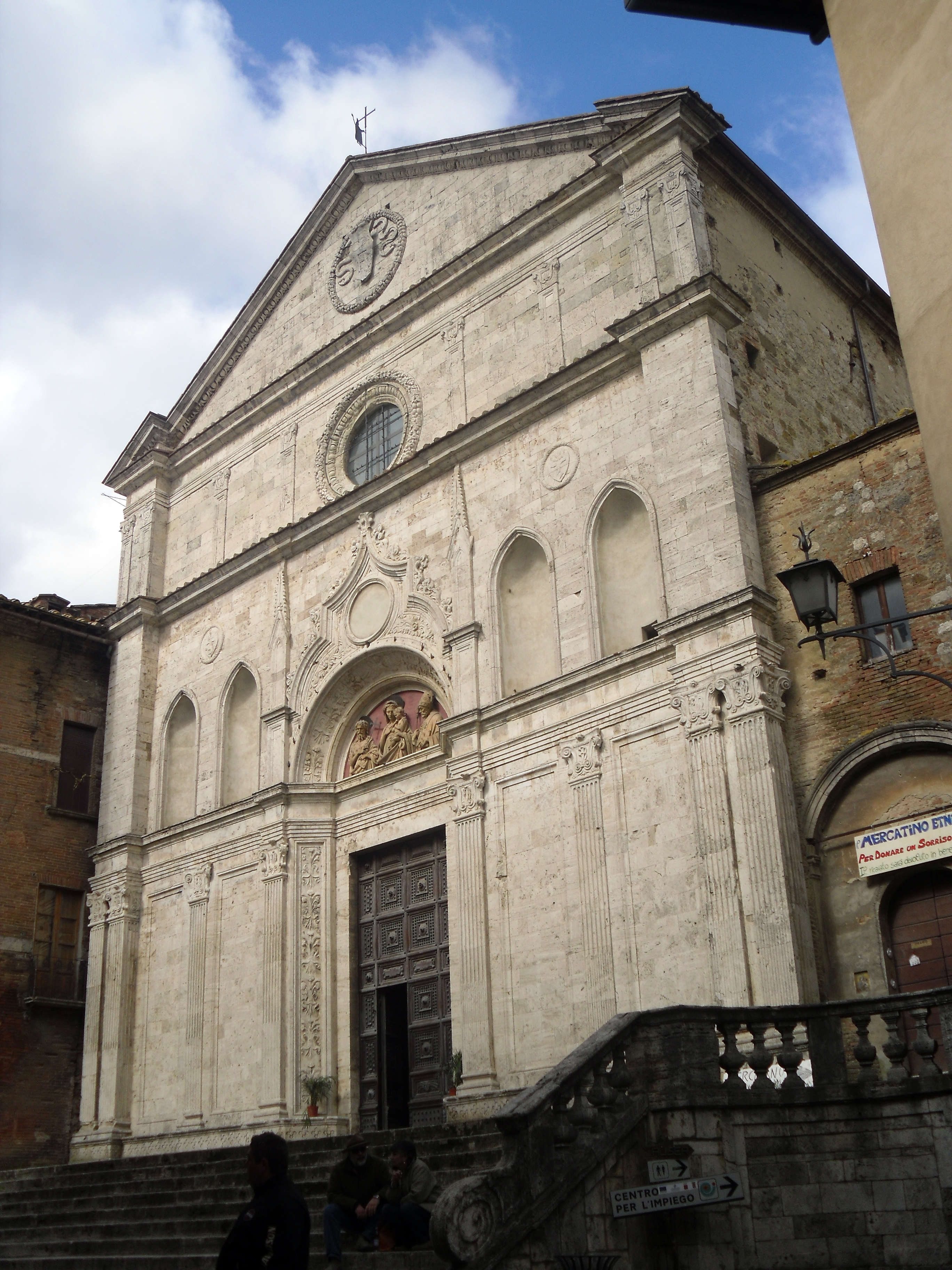
Die Kirche Sant’Agostino
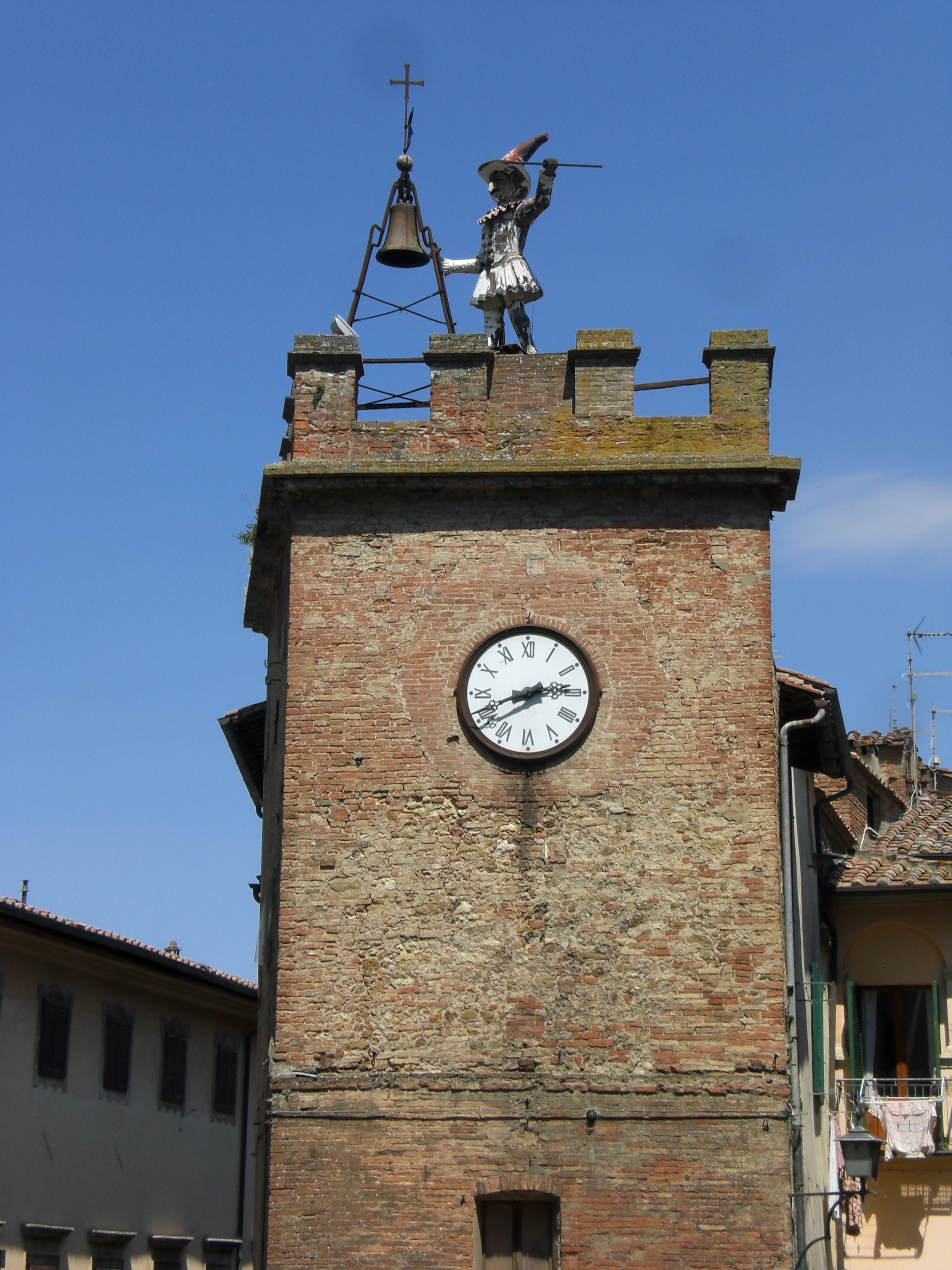
Uhrturm Torre di Pulcinella an der Piazza Michelozzo
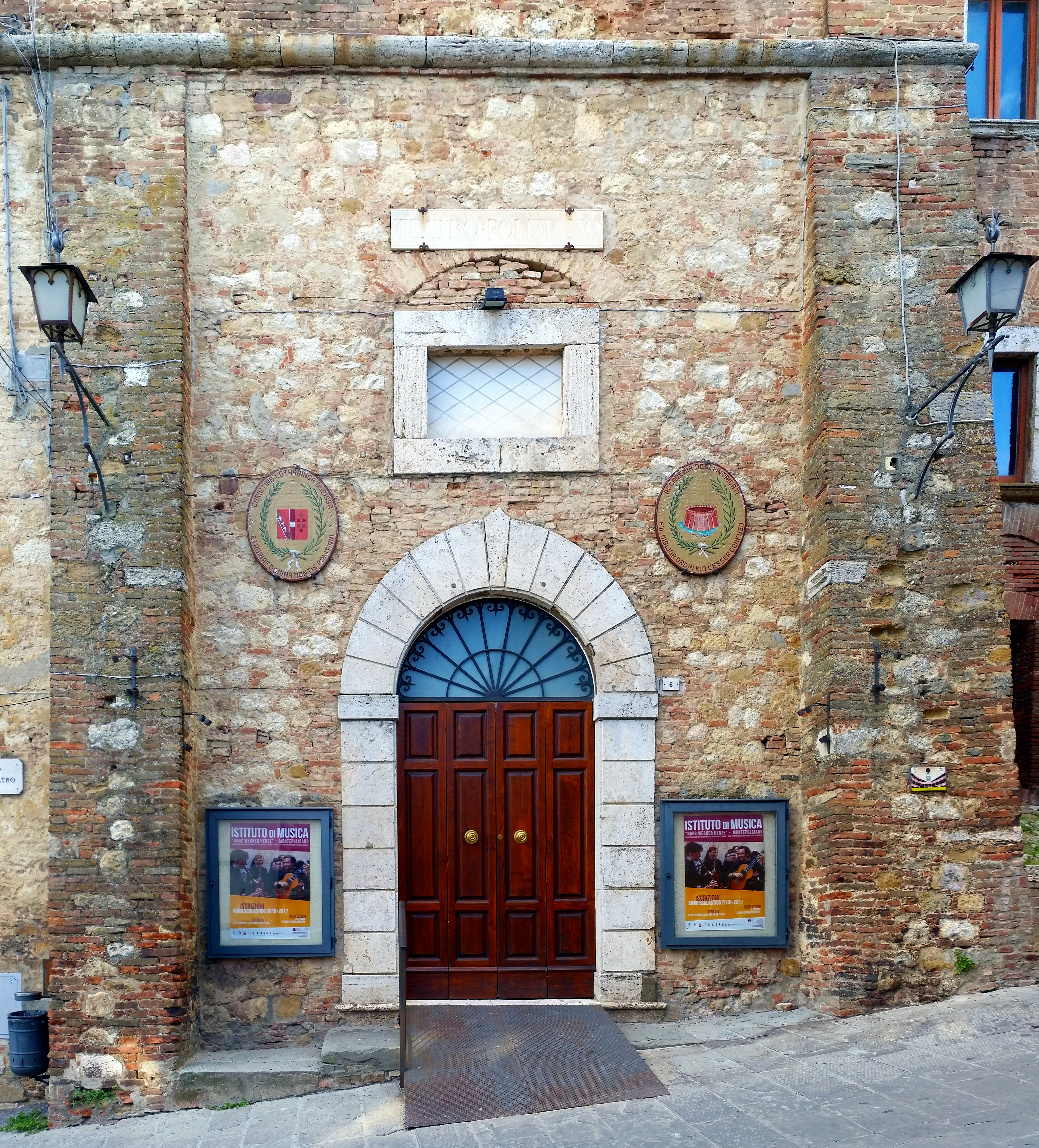
Das Teatro Poliziano
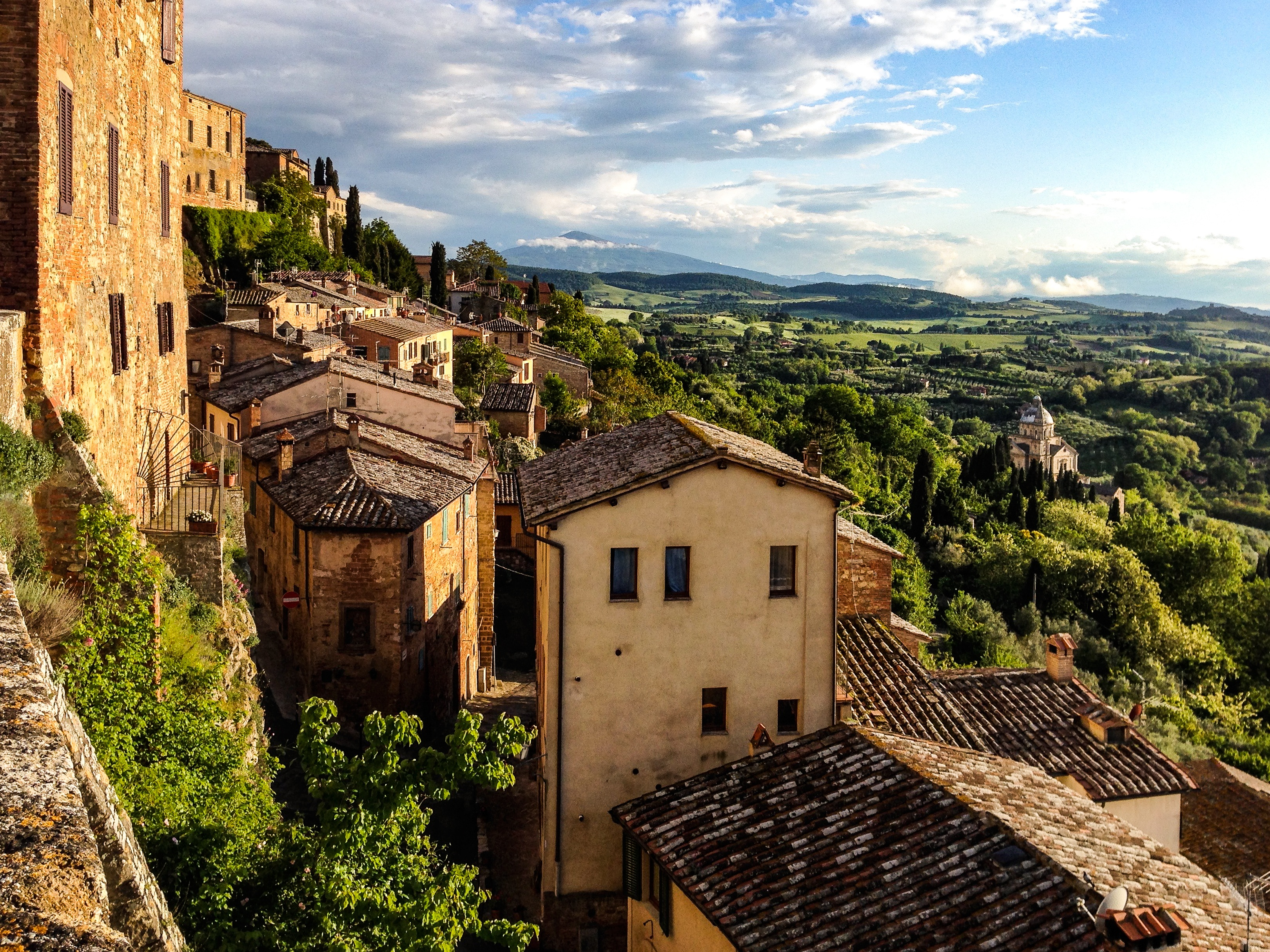
Landschaft um Montepulciano

## Regelmäßige Veranstaltungen
- Cantiere Internazionale d’Arte: das Musikfestival, dessen Initiator 1976 der deutsche Komponist Hans Werner Henze war, findet jährlich von Ende Juli bis Anfang August statt.
- Europäische Akademie für Musik und Darstellende Kunst: Meisterkurse der Hochschule für Musik und Tanz Köln in Zusammenarbeit mit der Europäischen Akademie für Musik und Darstellende Kunst finden jährlich mit ihren wöchentlichen Abschlusskonzerten im Palazzo Ricci statt.
- Bruscello: ist ein Bauerntheater mit Musik; es findet jedes Jahr zu Ferragosto (am 15. August) statt.
- Bravio delle Botti: ein Wettkampf der acht Stadtteile, bei dem Weinfässer den Berg hoch gerollt werden müssen; er findet jedes Jahr am letzten Sonntag im August statt

## Tourismus
Neben Weinkennern kommen auch viele Musikliebhaber nach Montepulciano (siehe Abschnitt Regelmäßige Veranstaltungen).
In den letzten Jahren war Montepulciano wiederholt Schauplatz von Spielfilmen wie „Der englische Patient“, „Heaven“ oder „Ein Sommernachtstraum“ und „New Moon – Bis(s) zur Mittagsstunde“ mit Robert Pattinson und Kristen Stewart.

## Weinbau
Böden, Lagen und Klima der Gegend begünstigen den Weinbau, durch den der Ort bekannt geworden ist. Der Rotwein hat einen „noblen“ Namen: Vino Nobile di Montepulciano, dessen Name aber mit dem Wein Montepulciano d’Abruzzo aus den Marken und Abruzzen verwechselt werden könnte. Die Winzer von Montepulciano machen den Unterschied in den Rebsorten, in der Haltbarkeit und in der Qualität und orientieren sich dabei an den toskanischen Nachbarn aus Montalcino. Der einfachere Wein aus Montepulciano wird Rosso di Montepulciano genannt.

## Städtepartnerschaft
- Moulins am Allier in der Region Auvergne-Rhône-Alpes (Frankreich)

## Persönlichkeiten
- Agnes von Montepulciano (~1270–1317), Äbtissin und Heilige
- Angelo Poliziano (1454–1494), Humanist und Dichter der Renaissance
- Marcellus II. (1501–1555), Papst
- Roberto de’ Nobili (1541–1559), Kardinal
- Roberto Bellarmino (1542–1621), Jesuit, Theologe und Kardinal
- Roberto de Nobili (1577–1656), Jesuit, Indienmissionar und Sprachwissenschaftler
- Luca Vanneschi (* 1962), Komponist